# GIGN
GIGN (zkratka z Groupe d'Intervention de la Gendarmerie Nationale) je francouzská elitní protiteroristická jednotka spadající pod velení četnictva, k jejímž úkolům navíc patří i záchrana rukojmích jak na území samotné Francie, tak i kdekoli na světě, pokud je třeba. 

## Historie

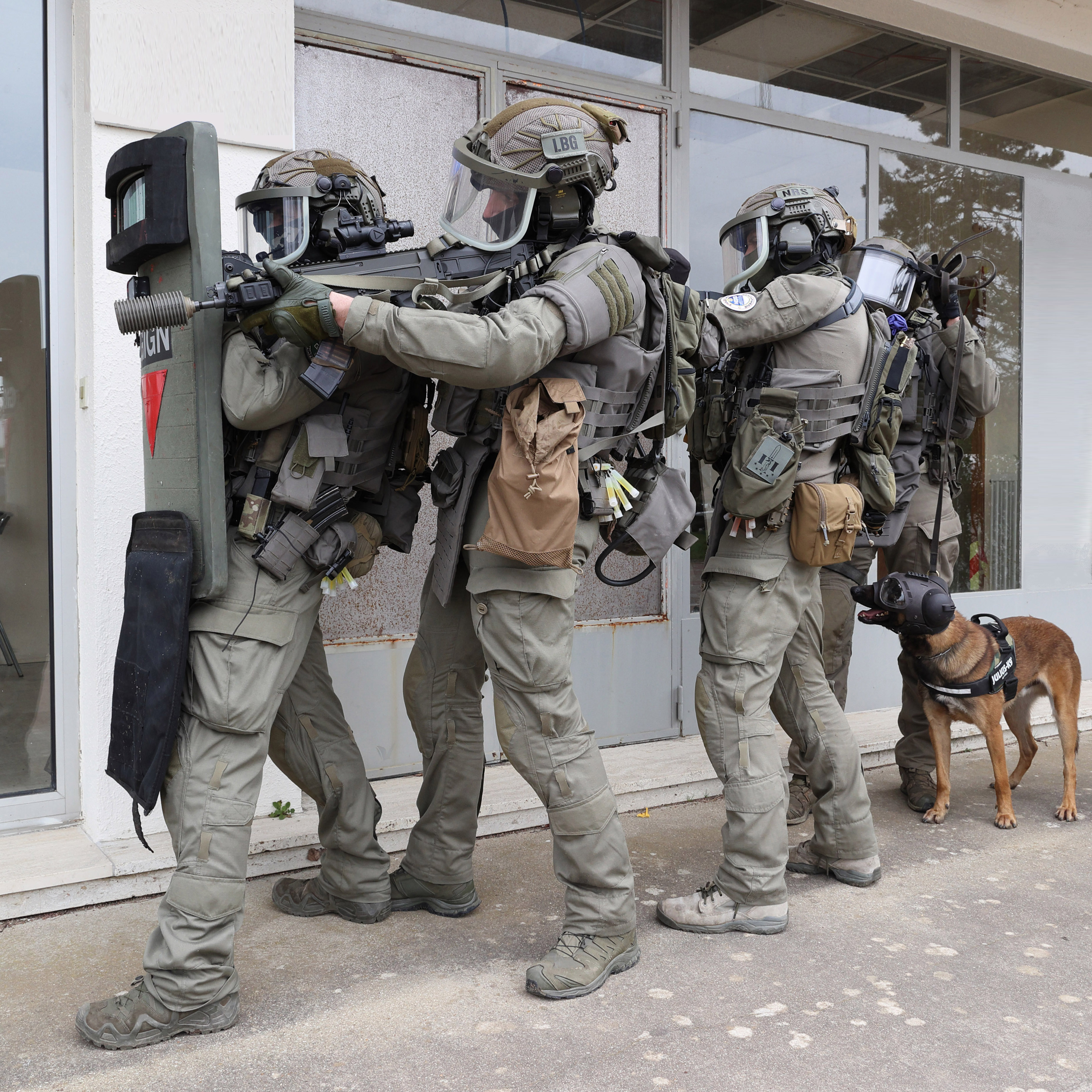
Příslušníci jednotky

GIGN vznikla v roce 1973, roku 2007 pak byla významně reorganizována, když k ní byla přidružena výsadková zásahová jednotka Escadron Parachutiste d'Intervention de la Gendarmerie Nationale (EPIGN) a dále skupina zajišťující ochranu francouzského prezidenta Groupe de sécurité de la présidence de la République (GSPR).

## Samostatné suboddíly
Jednotka GIGN tedy nyní sestává ze tří samostatných suboddílů:
- Intervenční síly – z původního GIGNu před reorganizací
- Průzkumné a pátrací síly – z původního EPIGNu
- Bezpečnostní a ochranné síly – složeny z původního EPIGNu a někdejších příslušníků GSPR